# Fluminicola seminalis
Fluminicola seminalis är en snäckart som först beskrevs av Hinds 1842.  Fluminicola seminalis ingår i släktet Fluminicola och familjen tusensnäckor. IUCN kategoriserar arten globalt som otillräckligt studerad. Inga underarter finns listade i Catalogue of Life.